# Draget, Danmark
Draget är ett näs i Danmark. Det ligger i den nordvästra delen av landet. Näset sammlänkar Thy och halvön Thyholm.